# Rehniella planicephala
Rehniella planicephala är en bönsyrseart som beskrevs av Rehn 1916. Rehniella planicephala ingår i släktet Rehniella och familjen Mantidae. Inga underarter finns listade i Catalogue of Life.